# Ke Jiusi

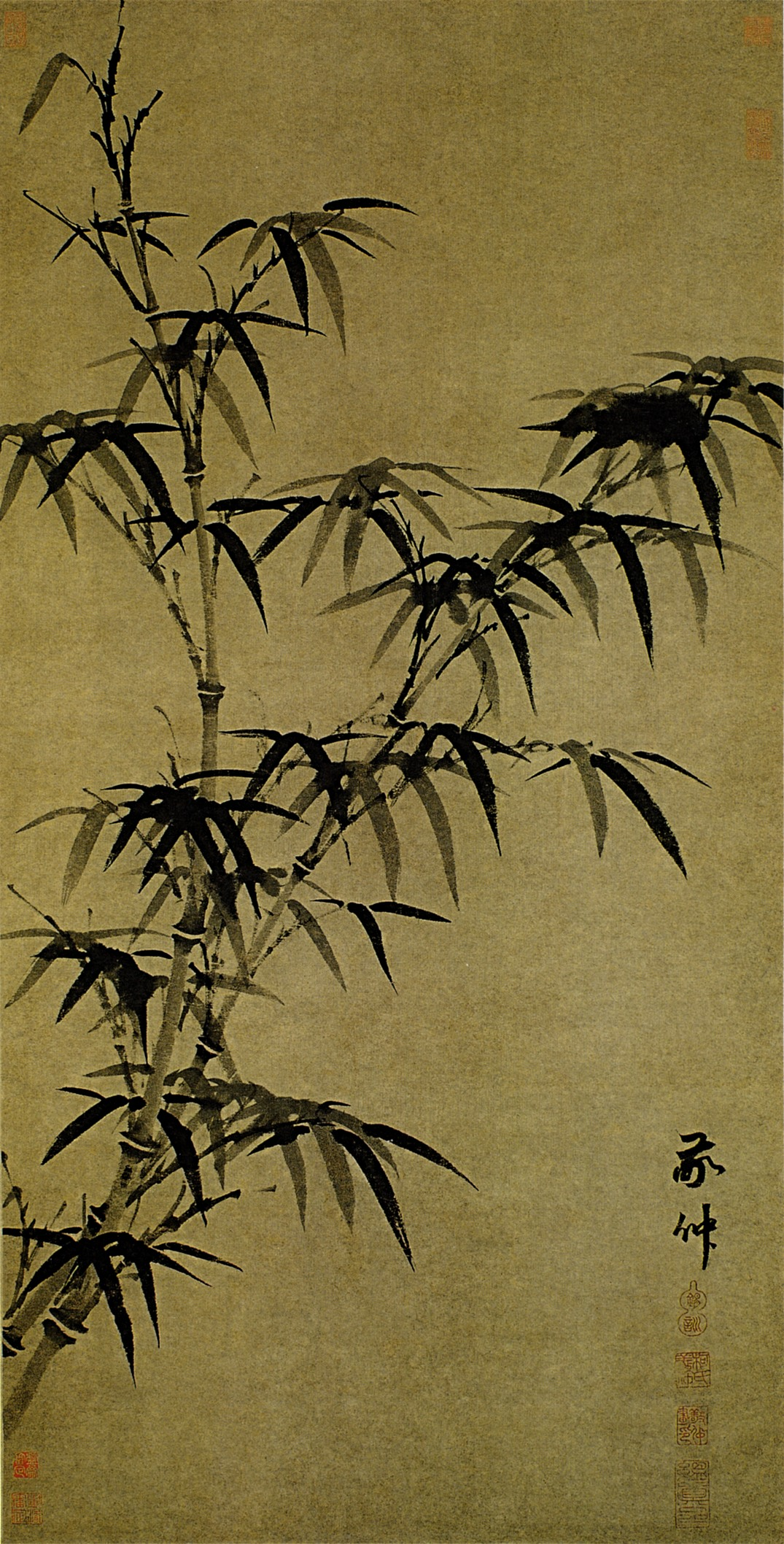
Bambú doble (Museu de Xangai)

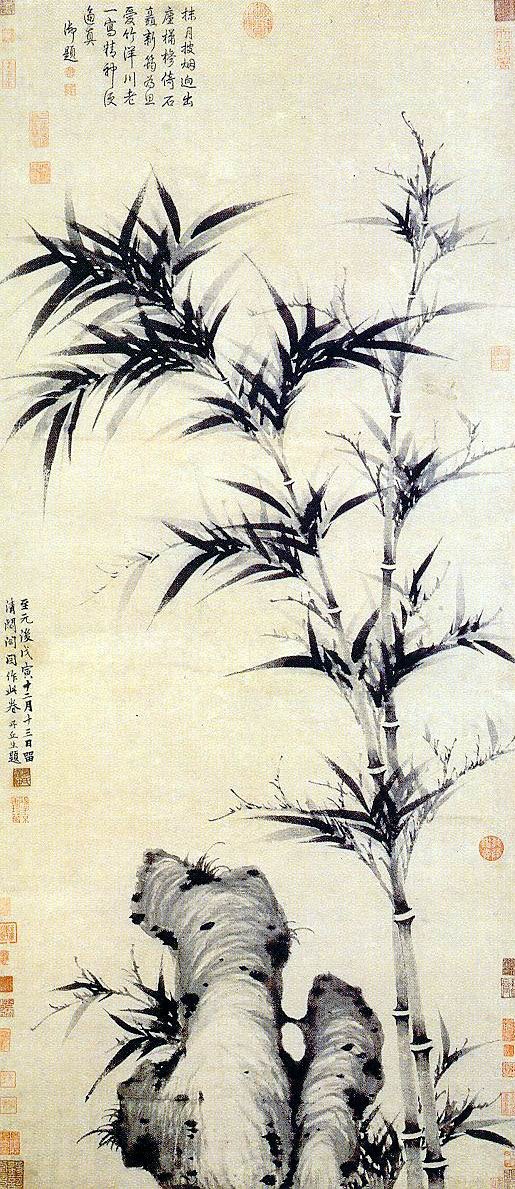
Bambú al pavelló Qingbige (Museu del Palau de Pequín)

Ke Jiusi (xinès simplificat: 柯九思; xinès tradicional: 柯九思; pinyin: Kē Jiǔsī) conegut també com a Jingzhong, fou un pintor, poeta i cal·lígraf xinès que va viure sota la dinastia Yuan. Va néixer l'any 1290 i va morir el 1343. Oriünd de Xianju, província de Zhejiang.
Pintor paisatgista, va ser cèlebre per les seves pintures de bambú (amb tinta i color). Les seves pinzellades són a la vegada audaces i delicades dins d'un ambient integrat. S'inspirà en l'estil de Wen Tong. Es troben obres seves al Museu del Palau de Pequín i al Museu de Xangai.